# Bogunovac
Bogunovac (izvirno srbsko Богуновац) je naselje v Srbiji, ki upravno spada pod Občino Medveđa; slednja pa je del Jablaniškega upravnega okraja.

## Demografija
V naselju, katerega izvirno (srbsko-cirilično) ime je Богуновац, živi 68 polnoletnih prebivalcev, pri čemer je njihova povprečna starost 44,4 let (41,7 pri moških in 48,1 pri ženskah). Naselje ima 28 gospodinjstev, pri čemer je povprečno število članov na gospodinjstvo 3,18.
To naselje je popolnoma srbsko (glede na rezultate popisa iz leta 2002).
|  |

| Demografija | Demografija     | Demografija     |
| Leto        | Št. prebivalcev | Št. prebivalcev |
| ----------- | --------------- | --------------- |
|             |                 |                 |
|             |                 |                 |
|             |                 |                 |
|             |                 |                 |
| 1948        | 229             |                 |
| 1953        | 247             |                 |
| 1961        | 241             |                 |
| 1971        | 207             |                 |
| 1981        | 118             |                 |
| 1991        | 90              | 90              |
| 2002        | 90              | 89              |
|             |                 |                 |

| Etnična sestava po popisu iz leta 2002 | Etnična sestava po popisu iz leta 2002 | Etnična sestava po popisu iz leta 2002 | Etnična sestava po popisu iz leta 2002 | Etnična sestava po popisu iz leta 2002 |
| -------------------------------------- | -------------------------------------- | -------------------------------------- | -------------------------------------- | -------------------------------------- |
| Srbi                                   | Srbi                                   |                                        | 89                                     | 100,0%                                 |
| Neznano                                | Neznano                                |                                        | 0                                      | 0,0%                                   |